# Ун-Шошъюган
Ун-Шошъюган (устар. Ун-Шош-Юган) — река в России, протекает по Берёзовскому и Советскому районам Ханты-Мансийского АО. Устье реки находится в 66 км по правому берегу реки Сотэюган. Длина реки составляет 33 км.

## Данные водного реестра
По данным государственного водного реестра России относится к Нижнеобскому бассейновому округу, водохозяйственный участок реки — Северная Сосьва, речной подбассейн реки — Северная Сосьва. Речной бассейн реки — (Нижняя) Обь от впадения Иртыша.
Код объекта в государственном водном реестре — 15020200112115300028718.